# Interesterifikovana mast
Interesterifikovana mast je tip ulja u kome su masne kiseline premeštene sa jednog molekula triglicerida na drugi. Interesterifikacijom se ne menjaju masne kiseline. Ovaj proces se generalno izvodi da bi se modifikovala tačka topljenja, usporio razvoj užeglosti i kreiralo ulje koje je podesnije za duboko prženje, ili za pravljenje margarina sa dobrim ukusom i niskim sadržajem masti. Interesterifikacija nije isto što i parcijalna hidrogenacija kojom se proizvode trans-masne kiseline, mada interesterifikovane masti koje se koriste u prehrambenoj industriji mogu da potiču iz hidrogenisane masti, zbog jednostavnosti ili ekonomskih razloga.

## Hemija
Masti kao što je sojino ulje se uglavnom sastoje od različitih triglicerida koji su formirani od glicerolne osnove koja je esterifikovana sa tri masne kiseline. Trigliceridi sadrže smešu zasićenih, mononezasićenih i polinezasićenih masnih kiselina (PUFA). Interesterifikacija se izvodi putem mešanja željenih ulja i zatim preuređivanja masnih kiselina na glicerolnoj osnovi, na primer uz pomoć katalizatora ili ezima lipaza. Polinezasićene masne kiseline znatno snižavaju tačku topljenja od masti. Triglicerid koji sadrži tri zasićene masne kiseline je generalno čvrst na sobnoj temperaturi, te nije podesan za mnoge svrhe. Reorganizovanje tih triglicerida sa uljima koja sadrže nezasićene masne kiseline snižava tačku topljenja i formiraju se masti sa svojstvima koja su podesnija za pripremu prehrambenih proizvoda. Dodatno, mešanje interesterifikovanih ulja sa tečnim uljima omogućava snižavanje sadržaja masnih kiselina u mnogim proizvodima bez trans-masti. Interesterifikovane masti se mogu odvojiti putem kontrolisane kristalizacije, koja se isto tako naziva frakcionacijom.
U biljnim polinezasićenim uljima, PUFA se često nalaze u središnjoj poziciji (sn2) glicerola. Stearinska kiselina se obično ne nalazi u sn2 u biljnom ulju koje se koristi za ljudsku ishranu.